# Royaume de Desmond
Le Royaume puis Comté de Desmond est une division  historique d'Irlande, située sur dans le Munster sur la côte sud-ouest du pays. Il a été partagé entre le Comté de Cork et le Comté de Kerry en 1606.

## Origine
Le nom de Desmond est issu originellement de l'irlandais Deas Mumhan qui signifie Munster du Sud et qui était le pendant des Thomond (Tuaidh Mumhan - le Munster du nord), Ormonde (Oir Mumhan - Munster de l'est) et Iarmond (Iarmumhan - Munster de l'ouest).
Une première partition du Munster fut effectuée en 1118 par l'Ard ri Érenn Turlough O'Connor qui attribua le Desmond à Tadg mac Carrthaig (mort en 1124),issu des Éoganacht Chaisil et le Thomond aux fils de Diarmait Ua Briain.
Le partage définitif du royaume de Munster intervint après la mort du roi Domnall Mor mac Toirdhealbhach Ua Briain en 1194. C'est alors que la partie sud contrôlée par la famille Mac Carthaigh constitua le royaume de Desmond.

## Royaume de Desmond
Domnall mac Domhnaill Mac Carthaigh Mor mort avant le 12 février 1597 fut le dernier roi de Desmond. Le 24 juin 1565, il fut admis dans les rangs de la noblesse anglo-irlandaise sous le titre de 1er comte de Glencare; il n'eut pas de descendant mâle légitime. Sa fille Ellen épousa Finghin mac Donagh Mac Carthaigh (anglais Florence Mac Carthy) (1560-1640), le représentant de la branche cadette des Mac Carthaigh Reagh. Ce dernier termina sa vie à Londres à partir de 1601 en semi-captivité après avoir été privé de ses domaines à la suite de ses intrigues lors de la révolte du Munster et de la guerre de neuf ans, menée par Hugh O'Neill et Hugh Roe O'Donnell.

### Mac Carthaigh, rois de Desmond 1118-1262
- 1118-1123 : Tadg mac Muiredaig meic Cárthaig, déposé († 1124) ;
- 1123-1127/1138 : Cormac Mac Cárthaigh, son frère
- 1127/1138-1143 : Donnchad Mac Cárthaigh, son frère, déposé († 1144)
- 1143-1175 : Diarmait mac Cormaic, son neveu, déposé
- 1175-1176 : Cormac Liathánach mac Diarmata, son fils aîné ;
- 1176-1185 : Diarmait mac Cormaic, restauré
- 1185-1206 : Domnall Mór mac Diarmata, son fils ;
- 1206-1207 : Fíngen mac Diarmata , son frère déposé († 1209),
- 1207-1211 : Diarmait Dúna Droignéin mac Domnaill, son neveu ,
- 1211-1244 : Cormac Óc Liathánach, son cousin ;
- 1244-1247 : Cormac Finn mac Domnaill, son cousin ;
- 1247-1252 : Domnall Gott mac Domnaill, son frère ;
- 1252-1261 : Fínghin son fils, tué le 29 septembre 1261
- 1261-1262 :  Cormac mac Domnaill Guit son frère

### Mac Carthaigh Mór, rois puis princes de Desmond 1262-1640
- 1262-1302 : Domnall Ruad mac Cormaic Finn, son cousin ;
- 1302-1306 : Domnall Óc mac Domnaill Ruaid, son fils ;
- 1306-1310 : Donnchad Carrthainn mac Cormaic Finn son oncle ;(† 1315)
- 1310-1325 : Diarmait Óc mac Domnaill Óic son petit-neveu ;
- 1325-1359 : Cormac mac Domnaill Óic, son frère ;
- 1359-1391 : Domhnall Óg mac Cormaic, son fils ;
- 1391-1428 : Tadhg na Mainistreach mac Domhnaill Óig , son fils ;
- 1428-1469 : Domhnall an Dána mac Taidhg, son fils ;
- 1469-1503 : Tadhg Liath mac Domhnaill, son fils ;
- 1503-1508 : Domhnall mac Taidhg Léith, son fils ;
  - 1508-1516 : Cormac Ladhrach mac Taidhg Léith, son frère ;
  - 1508-1514 : Tadhg na Leamhna mac Domhnaill, son neveu ;
- 1516-???? : Domhnall mac Cormaic, son cousin ;
- ????-1597 : Domhnall mac Domhnaill son fils ;
- 1597-1615 : Domhnall mac Domhnaill, fils illégitime de Domhnall mac Domhnaill.
- 1597-1640 : Finghin mac Donnchadha Mac Carthaigh Riabhach, gendre de Domhnall mac Domhnaill ;

## Comté de Desmond
Les rois de Desmond ne régnaient plus depuis le commencement du XIVe siècle que sur une partie de leur ancien royaume, car, après l'invasion anglo-normande, le titre et les terres de comte de Desmond furent attribués à Maurice Fitzgerald en 1329. Ces terres s'étendaient de la Péninsule de Dingle à l'ouest jusqu'à Cashel à l'est, et se trouvaient donc situées au nord du territoire des MacCarthy. Les FitzGerald ont régné sur le comté pendant plus de deux cent cinquante ans.
La famille Fitzgerald devint très populaire auprès de la population irlandaise autochtone, et est connue pour être devenue « plus irlandaise que les Irlandais eux-mêmes ». Les FitzGerald résistèrent à l'intrusion dans leur territoire des fonctionnaires anglais lors de la Reconquête de l'Irlande par les Tudors, considérant qu'ils favorisaient la famille rivale des Butler. Ceci mena aux rébellions des Geraldines du Desmond en 1569-1573 et 1579-1583. Leur titre de noblesse finit en 1583 avec Gerald Fitzgerald, 15e comte de Desmond, qui fut tué et sa famille déshéritée pour leur rôle dans ces rébellions. Le titre fut réclamé en vain durant la Guerre de neuf ans en Irlande (1594-1603) par James Fitzgerald, 1er comte de Desmond, soutenu par les Anglais, et par James FitzThomas Fitzgerald, soutenu par les rebelles, qui était appelé par ses détracteurs le comte Sugán (corde de paille). Le titre fut ranimé en 1675, pour récompenser le comte de Denbigh. Il a été transmis dans cette lignée jusqu'à nos jours.
Voir aussi Liste des comtes de Desmond